# جایزه بزرگ اتریش ۲۰۱۵
جایزه بزرگ اتریش ۲۰۱۵ (انگلیسی: ‎2015 Austrian Grand Prix‎) یک مسابقهٔ موتوری در رشتهٔ اتومبیل‌رانی فرمول یک بود که در تاریخ ۲۱ ژوئن ۲۰۱۵ در رد بول رینگ واقع در اسپیلبرگ، اشتایریا، اتریش برگزار شد. این گراند پری در میان ۱۹ گراند پری در فصل ۲۰۱۵، مسابقهٔ شمارهٔ ۸ بود.
در این مسابقه که در ۷۱ دور و به مسافت ۳۰۷٫۱۴۶ کیلومتر (۱۹۰٫۸۵۲ مایل) برگزار شد، پول پوزیشن توسط لوئیز همیلتون کسب شد و سریع‌ترین زمان برای طی یک دور پیست که برابر با ۱:۱۱٫۲۳۵ بود نیز توسط نیکو رزبرگ به ثبت رسید.
نیکو رزبرگ از تیم مرسدس، لوئیز همیلتون از تیم مرسدس و فلیپه ماسا از تیم ویلیامز-مرسدس به‌ترتیب مقام‌های اول تا سوم مسابقه را کسب کردند.

## رده‌بندی قهرمانی پس از مسابقه
|       | جایگاه | راننده        | امتیاز |
| ----- | ------ | ------------- | ------ |
|       | ۱      | لوئیز همیلتون | ۱۶۹    |
|       | ۲      | نیکو رزبرگ    | ۱۵۹    |
|       | ۳      | سباستیان فتل  | ۱۲۰    |
|       | ۴      | کیمی رایکونن  | ۷۲     |
|       | ۵      | والتری بوتاس  | ۶۷     |
| منبع: |        |               |        |

|       | جایگاه | سازنده            | امتیاز |
| ----- | ------ | ----------------- | ------ |
|       | ۱      | مرسدس             | ۳۲۸    |
|       | ۲      | فراری             | ۱۹۲    |
|       | ۳      | ویلیامز-مرسدس     | ۱۲۹    |
|       | ۴      | رد بول ریسینگ-رنو | ۵۵     |
| ۱     | ۵      | فورس ایندیا-مرسدس | ۳۱     |
| منبع: |        |                   |        |

یادداشت
- تنها پنج جایگاه نخست از هر رده‌بندی نمایش داده شده‌است.